# Åkerslunds torp i Åkeslund

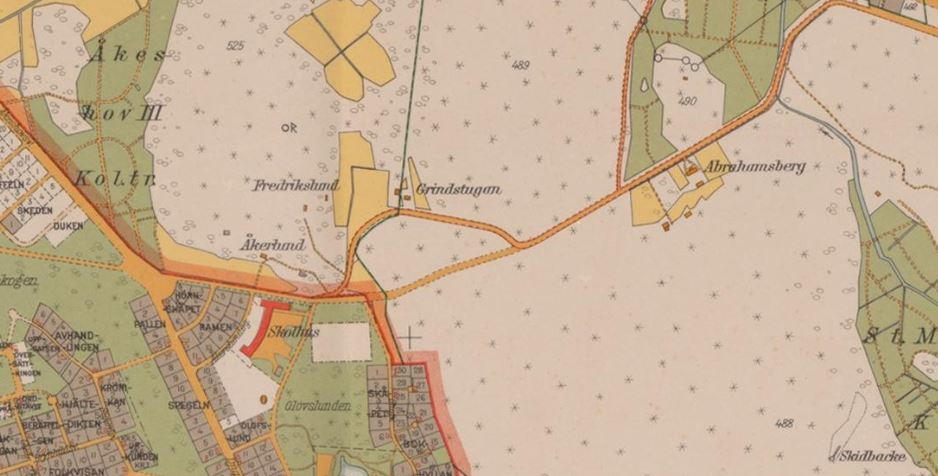
Åkerslunds torp på karta från 1934.

Åkerslunds torp i Åkeslund var ett torp, som låg i stadsdelen Åkeslund i Bromma, väster om Stockholm. Åkerslundstorpet var byggt omkring 1860, det var en tvåvåningsvilla, som på framsidan mot vägen hade en veranda med fin utsikt över Drottningholmsvägen och låg där till sent 1920-tal eller tidigt 1930-tal.
Torpet Åkerslund låg i strax norr om och snett emot Olovslundsskolan i Olovslund, och var beläget norr om Gustav III:s väg i nuvarande kvarteret Penninglandet, i förlängningen av den nuvarande Åkerslundsgatan, som ligger utmed Olovslundsskolan. Torpet låg mellan kvarteren Pyndaren och Penninglandet, något sydväst om Fredrikslundstorpet och nära nuvarande Fredrikslundsvägen och Tunnlandsvägens korsning. Åkerslunds torp låg alltså mycket nära några andra torp i Olovslund, såsom Olovslunds torp, som ännu är bevarat, och Katrinelunds torp i Olovslund, som revs 1930 när Olovslundsskolan byggdes, samt det tidigare Nytorpet i Olovslund, som anlades i slutet av 1600-talet, men övergavs före 1829.
Åkerslunds torp i Åkeslund, även Åkerlund eller Åkeslund, låg i skogsbrynet, det var byggt omkring 1860. Vilket av namnen Åkeslund eller Åkerslund som är det ursprungliga är ovisst. Möjligen är det Åkeslund, eftersom det kan tänkas vara inspirerat av Åkeshov. Om namnet Åkerslund är sekundärt, har det troligen uppkommit genom en missuppfattning. Bebyggelsen med trevånings smalhus i Åkeslund påbörjades 1939. Torpet låg på den platsen till någon gång på sent 1920 eller tidigt 1930-tal. Det finns på kartor från 1866, 1907 och 1917–1920. Husförhörslängd 1880–1885 nämner trädgårdsmästaren Lars August Malmström. Senare bodde skogvaktaren vid Åkeshovs slott, Karl August Ahlberg med hustru Matilda, i huset. En ättling till Ahlberg, Sörstad, har beskrivit minnen från besök på torpet. Skogvaktare Karl August Ahlberg var en lång, kraftig och stilig man med naturlig pondus. Ahlberg var grönsaksodlare och också intresserad av trädgårdsväxter. På sin fritid var Ahlberg slaktare, men odlade också grönsaker. Ett slakteri låg i backen ovanför stugan.
Huset var en prydlig tvåvåningsvilla. Sommartid hyrdes undervåningen ut av paret Ahlberg. På framsidan mot vägen fanns en veranda med fin utsikt över Drottningholmsvägen och den då inte särskilt livliga trafiken. Enstaka hästforor passerade torpet på väg mot staden, när Ahlberg bodde där. Fororna stannade regelbundet i backen upp mot Abrahamsberg. Backen kallades därför "Pissbacken". Ahlberg dog år 1950 på ålderdomshemmet i Stureby och har familjegrav på Bromma kyrkogård.
Längs den västra sidan av Gustav III:s väg finns rester av torpet, en terrassering, vars ena sida är 8 meter och upp till 2,4 meter kantad av tillhuggen sten. Där finns även två svagt skymtade låga terrasser, ca 5 meter i längd båda. Här kan troligen ekonomibyggnaderna ha legat.